# Sphaerosepalaceae
Sphaerosepalaceae je drobná čeleď vyšších dvouděložných rostlin z řádu slézotvaré (Malvales). Jsou to opadavé dřeviny, rostoucí výhradně na Madagaskaru.

## Popis
Sphaerosepalaceae jsou opadavé keře a stromy se střídavými jednoduchými listy s palisty. Čepel listů je celistvá, se zpeřenou nebo trojžilnou žilnatinou. Květy jsou pravidelné nebo částečně souměrné, ve vrcholových nebo úžlabních vrcholících připomínajících okolík. Kalich je složen ze 4 nebo 6 volných lístků, koruna je opadavá, nejčastěji ze 4 volných lístků, bílá nebo žlutá. Tyčinek je mnoho a jsou často na bázi srostlé do skupinek. Semeník je svrchní nebo polospodní, srostlý ze 3 (2 až 5) plodolistů a se stejným počtem komůrek. Čnělka je jediná. V každém plodolistu je 2 až 9 vajíček. Plodem je nepukavá tobolka nebo poltivý plod (schizokarp).

## Rozšíření
Čeleď Sphaerosepalaceae zahrnuje jen 18 druhů ve 2 rodech. Všechny druhy rostou pouze na Madagaskaru.

## Taxonomie
V Cronquistově systému byla čeleď Sphaerosepalaceae řazena do řádu čajovníkotvaré (Theales), zatímco Dahlgren a Tachtadžjan ji řadili do řádu slézotvaré (Malvales). Rod Sphaerosepalum, po němž je čeleď pojmenována, byl vřazen do rodu Rhopalocarpus.

## Přehled rodů
Dialyceras, Rhopalocarpus